# 長興駅 (桃園県)
長興駅（ちょうこうえき）は台湾桃園県蘆竹郷（現在の桃園市蘆竹区）にあった台湾鉄路管理局林口線の駅。林口線で試験的に運行された旅客列車の旅客駅として設置され、付近の工業区域を主な対象客としていた。駅名は付近の「長興路」という道路から名付けられた。

## 歴史
- 2005年10月28日 - 正式開設[1]。
- 2012年12月28日 - 林口線で最後の旅客列車が運行され[2]、翌日で廃止。

## 駅構造
- 単式ホーム1面の地上駅で無人駅だった。

## 駅周辺
- 工業区
- 台湾桃園国際空港 - 西北4km

## 画像

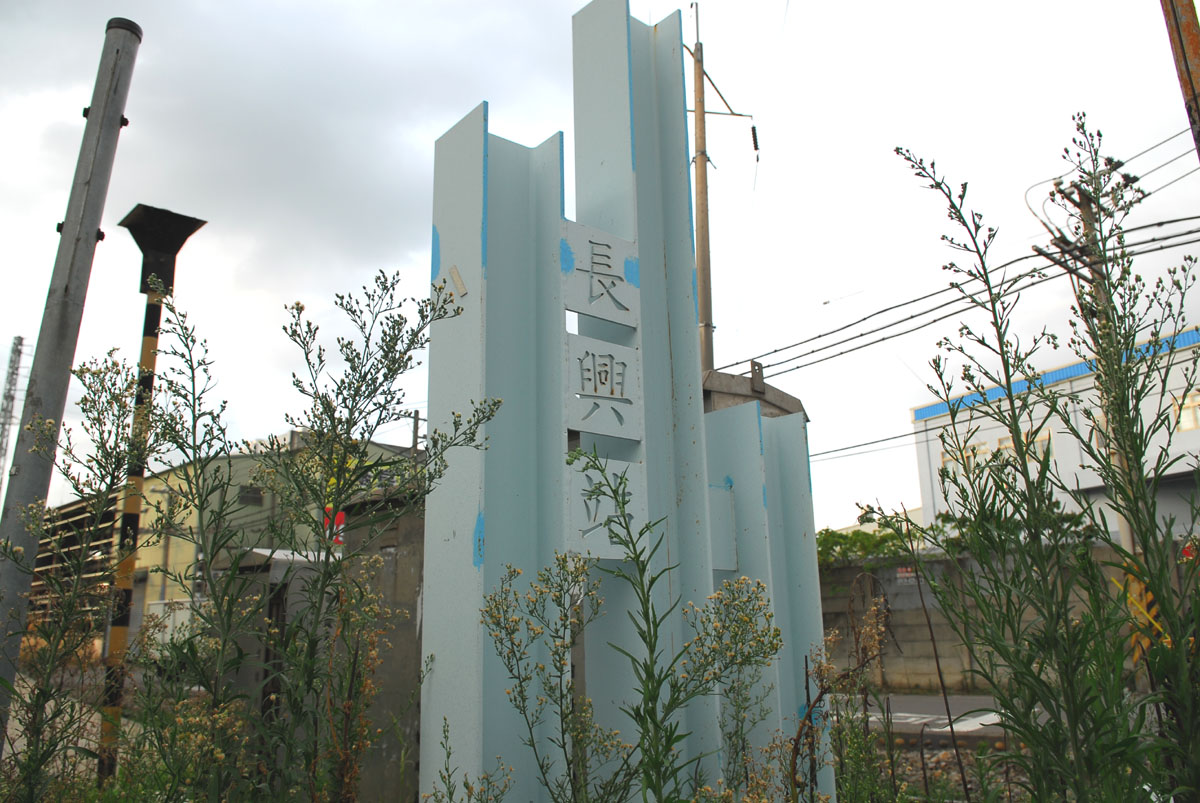
廃用鋼材を用いた駅名碑
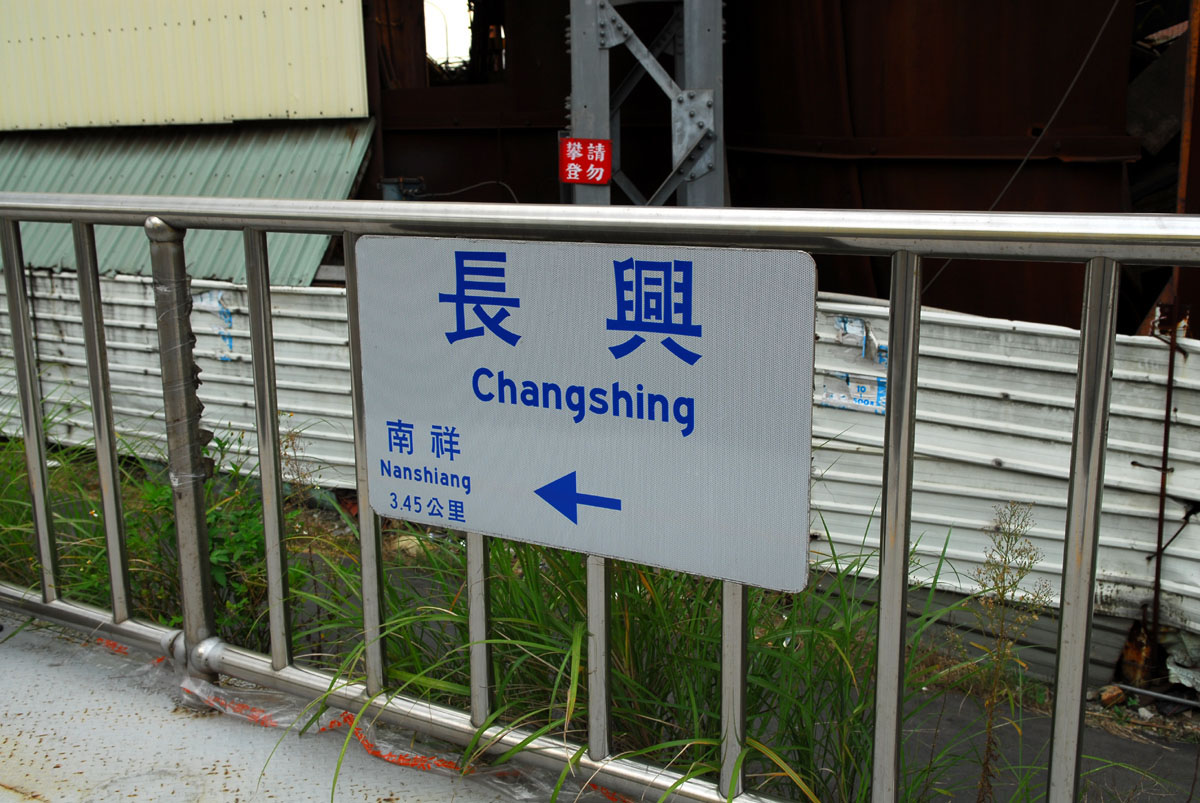
長興駅ホームの駅名標

## 隣の駅
台湾鉄路管理局
林口線（廃線）
南祥駅 - 五福駅（貨） - 長興駅 - 海山駅